# Nigel Tetley
Nigel Tetley (né en 1924 et mort le 2 février 1972) était un navigateur sud-africain, lieutenant Commander de la Royal Navy. Il fut le premier marin à tenter un tour du monde en solitaire sur un trimaran.

## Golden Globe Challenge
En 1968, Tetley concourut au Golden Globe Challenge à bord du Victress, un trimaran construit en contreplaqué qui lui tenait alors lieu d'habitation. Cette course fut la première épreuve de tour du monde à la voile en solitaire et sans escale.
En mars 1969, son concurrent Bernard Moitessier, bien que largement en tête de la course, décida de renoncer à la ligne d'arrivée afin d'entamer un second tour du monde.
Le 22 avril 1969, Robin Knox-Johnston bouclait sa propre course en 312 jours. Mais Tetley apparaissait en bonne position pour remporter le prix, à 5 000 milles nautiques (9 300 km) de la ligne d'arrivée. Retrouvant sa trajectoire de début course, Tetley décida alors de pousser son trimaran déjà très abimé par la traversée afin de garder l'avantage sur le mystérieux Donald Crowhurst, qui prétendait le talonner.
Mais le 21 mai, à 1 200 milles nautiques (2 200 km) de l'arrivée, peu après minuit, la coque du Victress se brisa et le navire sombra. Tetley eut le temps d'envoyer un appel au secours avant d'embarquer sur son radeau de sauvetage et il fut secouru le lendemain après-midi.
Le 10 juillet, on retrouva le navire vide de Donald Crowhurst à la dérive. La lecture de ses journaux de bord révéla que Crowhurst, qui avait fait croire qu'il était dans le sillage de Tetley, n'avait en réalité jamais quitté l'océan Atlantique.
Hormis Robin Knox-Johnston, aucun concurrent ne parvint à boucler l'épreuve.
Tetley reçut tout de même un prix de consolation de 1 000 £ des mains des organisateurs de la course qu'il réinvestit immédiatement dans la construction d'un nouveau trimaran baptisé Miss Vicky, dans l'espoir de boucler une prochaine course autour du monde. Il publia un livre racontant son périple l'année suivante.

## Mort
Tetley ne fut jamais en mesure de lever les fonds nécessaires à la finalisation de son nouveau bateau.
Il disparut le 2 février 1972. Son corps fut retrouvé trois jours plus tard, pendu à un arbre, sans que l'on puisse expliquer cet apparent suicide.
Son corps fut incinéré près de Douvres en présence de son épouse, Eve, et des navigateurs Robin Knox-Johnson et Chay Blyth qui avaient eux aussi pris part au Golden Globe Challenge de 1968.

## Publications
- (en) Nigel Tetley, Trimaran solo : the story of Victress’ circumnavigation and last voyage, Lymington (Hants.), Nautical Publishing Co., 1970, 176 p. (ISBN 0-245-59950-9)